# 1325

## Родени
- Владислав I, Владетел на Влашко

## Починали
- 21 ноември – Юрий III, велик княз на Владимирско-Суздалското княжество
- 16 декември – Шарл, френски принц